# Rezolucja Rady Bezpieczeństwa ONZ nr 160
Rezolucja Rady Bezpieczeństwa ONZ nr 160 została przyjęta jednomyślnie 7 października 1960 r.
Po przeanalizowaniu wniosku Nigerii o członkostwo w Organizacji Narodów Zjednoczonych, Rada zaleciła Zgromadzeniu Ogólnemu przyjęcie tego państwa do swojego grona.

## Źródło
- UNSCR - Resolution 160